# Viver i Serrateix
Viver i Serrateix település Spanyolországban, Barcelona tartományban. Lakosainak száma 175 fő (2024).

## Földrajza
Viver i Serrateix Montclar, Casserres, Puig-reig, Navàs, Cardona és Montmajor községekkel határos.

## Népesség
A település lakosságának változását az alábbi diagram mutatja:
| Lakosok száma | 188  | 474  | 649  | 552  | 238  | 195  | 186  | 174  | 168  | 175  |
|               | 1717 | 1887 | 1936 | 1960 | 1986 | 2004 | 2009 | 2014 | 2019 | 2024 |